# Martin Prokop

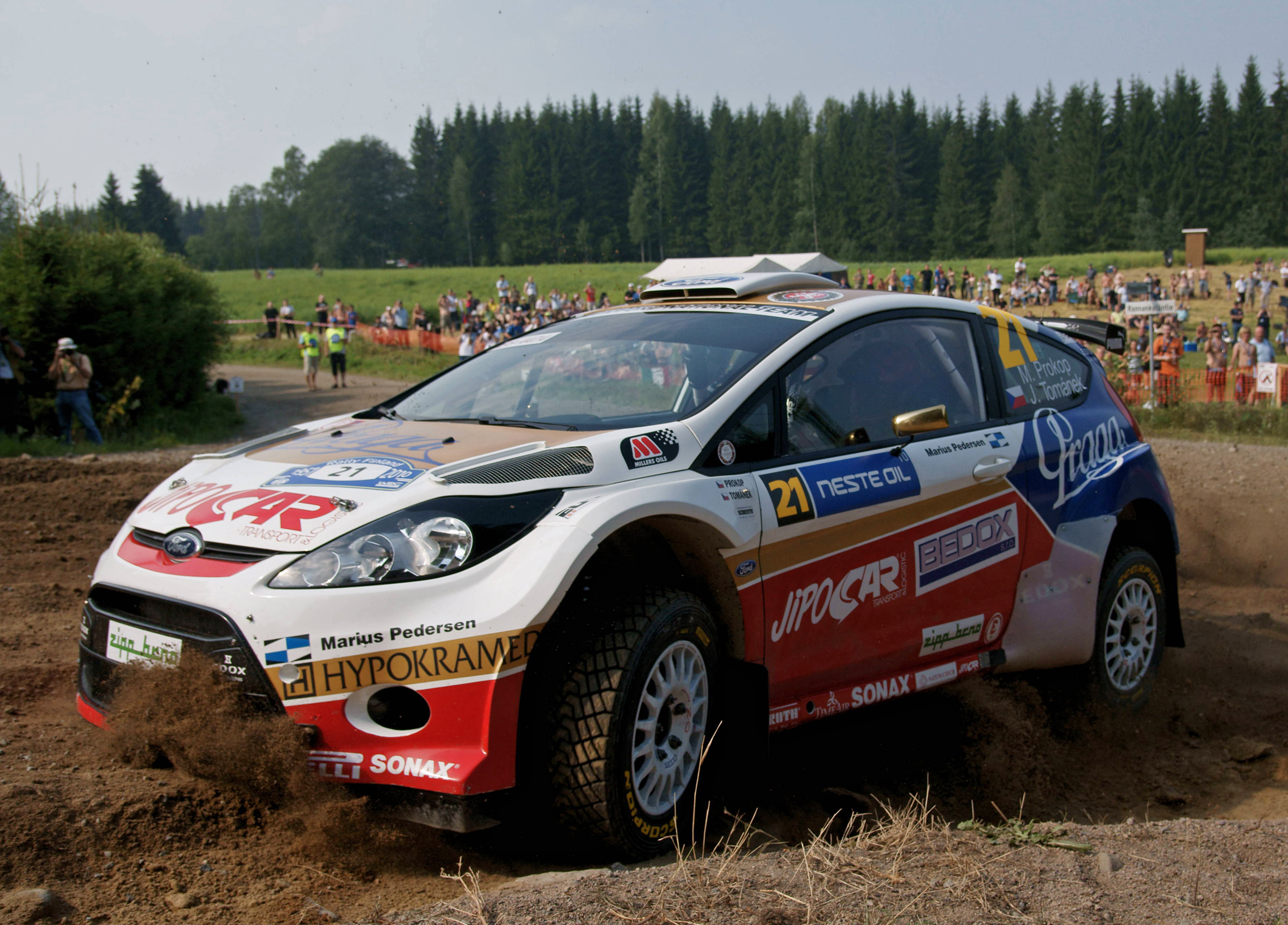
Martin Prokop podczas Rajdu Finlandii 2010

Martin Prokop (ur. 4 października 1982 w Igławie) – czeski kierowca rajdowy. W swojej karierze wywalczył mistrzostwo świata w Junior WRC.

## Życiorys
Po 4 latach występów w mistrzostwach Czech, w 2005 roku Prokop zadebiutował w Rajdowych Mistrzostwach Świata. Pilotowany przez Petra Grossa i jadący Suzuki Ignis S1600 zajął wówczas 21. miejsce w Rajdzie Monte Carlo. Od czasu debiutu zaczął rywalizować w klasyfikacji Junior WRC. W 2006 roku wygrał swój pierwszy rajd w JWRC - był to Rajd Katalonii. W 2007 roku zajął 3. miejsce w mistrzostwach Junior WRC zwyciężając wówczas w 2 rajdach: Rajdzie Niemiec i Rajdzie Korsyki. W 2008 roku także był trzeci w JWRC, odnosząc zwycięstwo w Rajdzie Sardynii. Z kolei w 2009 roku dzięki wygranym w: Rajdzie Cypru, Rajdzie Sardynii i Rajdzie Finlandii wywalczył z pilotem Janem Tománkiem mistrzostwo JWRC. W tamtym sezonie startował również samochodem Mitsubishi Lancer Evo 9 i został wicemistrzem serii PWRC.
W 2010 roku Prokop startował w Mistrzostwach Świata samochodem Ford Fiesta S2000 w barwach Czech Ford National Team. Podczas Rajdu Meksyku zdobył swoje pierwsze punkty w Mistrzostwach Świata zajmując 9. miejsce. Punktował również w Rajdzie Japonii. W 2010 i 2011 roku zajął 3. miejsce w klasyfikacji serii SWRC. W 2011 roku dwukrotnie zdobywał punkty w Mistrzostwach Świata: w Rajdzie Meksyku (7. miejsce) i Rajdzie Sardynii (10. miejsce).
W 2012 wystartował w jedenastu rundach mistrzostw świata i bardzo regularnie dojeżdżał do mety na punktowanych pozycjach. W sumie zdobył 46 punktów i zajął dziewiąte miejsce w klasyfikacji sezonu, a najlepszy wynik zanotował w rajdzie Argentyny, gdzie był czwarty. W sezonie 2013 wystartował w dwunastu rundach WRC i ponownie bardzo regularnie dojeżdżał do mety (10 miejsc w pierwszej dziesiątce, 2 nie ukończone rajdy). W klasyfikacji sezonu powtórzył dziewiąte miejsce uzyskując 63 punkty. W 2014 roku zajął 9. miejsce, zyskując 44 punkty. Sezon 2015 zakończył na 11 miejscu w klasyfikacji generalnej z 39 punktami na koncie. W 2016 roku brał udział w rajdzie Dakar, gdzie zajął 14. miejsce.

## Występy w rajdach WRC
| Sezon | Zespół                                      | Samochód                                  | 1      | 2       | 3          | 4             | 5          | 6          | 7             | 8         | 9         | 10        | 11            | 12        | 13              | 14        | 15              | 16        | Punkty | Miejsce |
| ----- | ------------------------------------------- | ----------------------------------------- | ------ | ------- | ---------- | ------------- | ---------- | ---------- | ------------- | --------- | --------- | --------- | ------------- | --------- | --------------- | --------- | --------------- | --------- | ------ | ------- |
| 2005  | Martin Prokop                               | Suzuki Ignis S1600                        | 21     | Szwecja | Meksyk     | Nowa Zelandia | 24         | Cypr       | Turcja        | 27        | Argentyna | 36        | NU            | NU        | Japonia         | 22        | 22              | Australia | 0      | -       |
| 2006  | Martin Prokop                               | Citroën C2 S1600                          | 20     | 45      | Meksyk     | 17            | 20         | Argentyna  | 37            | Grecja    | 22        | 35        | Japonia       | Cypr      | 21              | Australia | Nowa Zelandia   | 25        | 0      | -       |
| 2007  | Martin Prokop                               | Citroën C2 S1600 Mitsubishi Lancer Evo IX | 20     | NU      | Norwegia   | Meksyk        | NU         | Argentyna  | 16            | 20        | NU        | 11        | Nowa Zelandia | 17        | 17              | Japonia   | Irlandia        | 20        | 0      | -       |
| 2008  | Martin Prokop                               | Citroën C2 S1600 Mitsubishi Lancer Evo IX | Monako | 12      | 22         | 15            | Jordania   | 30         | 34            | DK        | 20        | NU        | 10            | 16        | 19              | Japonia   | Wielka Brytania |           | 0      | -       |
| 2009  | Martin Prokop                               | Citroën C2 S1600 Mitsubishi Lancer Evo IX | 17     | 15      | 14         | 10            | DK         | 12         | 12            | 12        | 14        | 10        | NU            | 10        |                 |           |                 |           | 0      | -       |
| 2010  | Czech Ford National Team Barwa Rally Team   | Ford Fiesta S2000                         | 14     | 9       | Jordania   | Turcja        | 11         | Portugalia | Bułgaria      | 13        | 11        | 10        | 21            | Hiszpania | Wielka Brytania |           |                 |           | 3      | 18.     |
| 2011  | Czech Ford National Team                    | Ford Fiesta S2000 Ford Fiesta RS WRC      | 12     | 7       | Portugalia | Jordania      | 10         | Argentyna  | 15            | 12        | 30        | Australia | 14            | 13        | 22              |           |                 |           | 7      | 19.     |
| 2012  | Czech Ford National Team Autotek Motorsport | Ford Fiesta RS WRC                        | 9      | 9       | Meksyk     | 5             | 4          | 5          | Nowa Zelandia | 9         | NU        | 9         | 9             | 8         | 13              |           |                 |           | 46     | 9.      |
| 2013  | Jipocar Czech National Team                 | Ford Fiesta RS WRC                        | 7      | 7       | 9          | 7             | 10         | 7          | 5             | NU        | 4         | Australia | NU            | 7         | 6               |           |                 |           | 63     | 9.      |
| 2014  | Jipocar Czech National Team                 | Ford Fiesta RS WRC                        | NU     | NU      | 5          | 6             | 8          | 6          | 10            | NU        | 7         | Australia | 10            | 8         | 9               |           |                 |           | 44     | 9.      |
| 2015  | Jipocar Czech National Team                 | Ford Fiesta RS WRC                        | 9      | 8       | 6          | 4             | 10         | NU         | 11            | 7         | NU        | Australia | 12            | 7         | 21              |           |                 |           | 11     | 39.     |
| 2016  | Jipocar Czech National Team                 | Ford Fiesta RS WRC                        | Monako | Szwecja | 7          | Argentyna     | Portugalia | Włochy     | Polska        | Finlandia | Niemcy    |           | Francja       | Hiszpania | Wielka Brytania | Australia |                 |           | 11     | 6       |

## Występy w JWRC
| Sezon | Zespół        | Samochód           | 1      | 2      | 3      | 4      | 5      | 6      | 7     | 8      | 9   | Punkty | Miejsce |
| ----- | ------------- | ------------------ | ------ | ------ | ------ | ------ | ------ | ------ | ----- | ------ | --- | ------ | ------- |
| 2005  | Martin Prokop | Suzuki Ignis S1600 | MCO 9  | MEX    | ITA 7  | GRE 7  | FIN 6  | DEU NU | FRA 7 | ESP 5  |     | 13     | 9.      |
| 2006  | Martin Prokop | Citroën C2 S1600   | SWE 11 | ESP 1  | FRA    | ARG    | ITA 11 | DEU 5  | FIN 8 | TUR 6  | GBR | 18     | 10.     |
| 2007  | Martin Prokop | Citroën C2 S1600   | NOR    | POR NU | ITA 3  | FIN NU | DEU 1  | ESP 2  | FRA 1 |        |     | 34     | 3.      |
| 2008  | Martin Prokop | Citroën C2 S1600   | MEX 7  | JOR    | ITA 10 | FIN 1  | DEU NU | ESP 1  | FRA 1 |        |     | 32     | 3.      |
| 2009  | Martin Prokop | Citroën C2 S1600   | IRL 2  | CYP 1  | POR    | ARG    | ITA 1  | POL 2  | FIN 1 | ESP NU |     | 42     | 1.      |

## Występy w PWRC
| Sezon | Zespół        | Samochód                 | 1      | 2      | 3      | 4      | 5   | 6     | 7     | 8      | 9 | Punkty | Miejsce |
| ----- | ------------- | ------------------------ | ------ | ------ | ------ | ------ | --- | ----- | ----- | ------ | - | ------ | ------- |
| 2007  | Martin Prokop | Mitsubishi Lancer Evo IX | SWE NU | MEX    | ARG    | GRE    | NZL | JPN   | IRL   | GBR    |   | 0      | -       |
| 2008  | Martin Prokop | Mitsubishi Lancer Evo IX | SWE 4  | ARG 17 | GRE 14 | TUR DK | FIN | NZL 1 | JPN   | GBR NU |   | 17     | 5.      |
| 2009  | Martin Prokop | Mitsubishi Lancer Evo IX | NOR 3  | CYP    | POR 2  | ARG DK | ITA | GRE 4 | AUS 1 | GBR 1  |   | 39     | 2.      |

## Występy w SWRC
| Sezon | Zespół                   | Samochód          | 1     | 2     | 3     | 4     | 5     | 6     | 7     | 8     | 9     | 10  | Punkty | Miejsce |
| ----- | ------------------------ | ----------------- | ----- | ----- | ----- | ----- | ----- | ----- | ----- | ----- | ----- | --- | ------ | ------- |
| 2010  | Czech Ford National Team | Ford Fiesta S2000 | SWE 3 | MEX 2 | JOR   | NZL 3 | POR   | FIN 4 | DEU 2 | JPN 2 | FRA 6 | GBR | 104    | 3.      |
| 2011  | Czech Ford National Team | Ford Fiesta S2000 | MEX 1 | JOR   | ITA 3 | GRE 5 | FIN 2 | DEU 6 | FRA 3 | ESP 3 |       |     | 106    | 3.      |

## Występy w rajdach IRC
| Sezon | Zespół                   | Samochód          | 1   | 2   | 3   | 4   | 5   | 6   | 7   | 8     | 9   | 10  | 11  | 12    | 13 | Punkty | Miejsce |
| ----- | ------------------------ | ----------------- | --- | --- | --- | --- | --- | --- | --- | ----- | --- | --- | --- | ----- | -- | ------ | ------- |
| 2009  | BF Goodrich Drivers Team | Peugeot 207 S2000 | MON | KUR | SAF | AZO | YPR | ROS | MAD | BAR 5 | AST | SAN | SZK |       |    | 4      | 27.     |
| 2010  | Czech Ford Rally Team    | Ford Fiesta S2000 | MON | KUR | ARG | KAN | SAR | YPR | AZO | MAD   | BAR | SAN | SZK | CYP 3 |    | 6      | 13.     |